# Alice através do Espelho (peça)
Alice Através do Espelho é uma peça teatral brasileira.
Esta montagem é baseada na vida de Lewis Carroll e em seus dois mais importantes livros: As aventuras de Alice no País das Maravilhas e Através do espelho - E o que Alice encontrou lá.
Escrita por Maurício Arruda Mendonça e dirigida por Paulo de Moraes, a peça conta a trajetória de Alice, uma menina em constante estado de transformação ("eu sei quem eu era quando me levantei hoje de manhã, mas acho que já me transformei bastante desde então"). A partir de um sonho, Alice é transportada para um mundo imaginário, onde vai encontrar figuras saídas da imaginação de Lewis Carrol, como o Chapeleiro Maluco, a Rainha de Copas, o Gato que Ri, o Coelho Branco, a Lebre no Cio e a Lagarta fumando narguilé, entre outros. Num mundo permeado pelo nonsense, ela vai ter que descobrir uma outra forma de lidar com suas emoções.
A peça Alice Através do Espelho faz parte do repertório da Armazém Companhia de Teatro, sediada na Fundição Progresso, no Rio de Janeiro. E o êxito dessa montagem se deve à concepção de espaço e à direção de Paulo de Moraes, líder da companhia. O Chapeleiro Maluco é interpretado pela atriz Patrícia Selonk, e a Rainha de Copas por Simone Mazzer.